# 매복

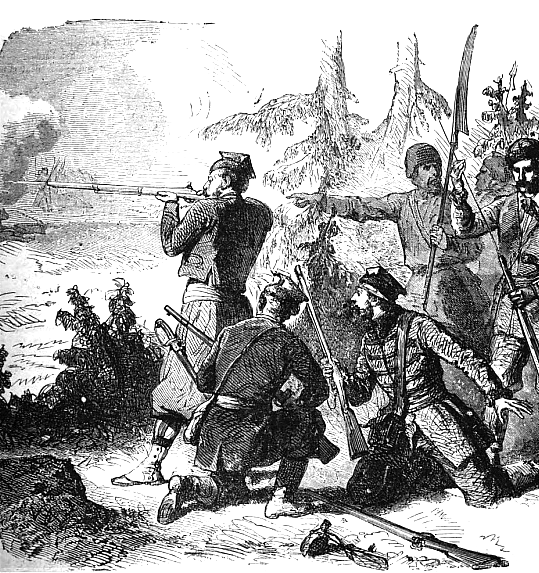
1월 봉기 당시 매복하고 있는 폴란드 파르티잔.

매복(埋伏, Ambush)은 전통적인 군사 전술 중 하나로, 전투원들이 언덕이나 하층 식생 등에 은폐한 뒤 적이 방심한 틈을 타 순간적으로 공격하는 전술이다. 매복은 역사적으로 계속 사용된 전술로 고대부터 현대까지 계속해서 사용하고 있다.

## 역사
초기 인류가 매복을 수행한 일은 200만 년 전으로 거슬러 올라가며, 인류학자들은 최근 매복 기법이 커다란 사냥감을 사냥하기 위해 사용되었다고 넌지시 이야기하였다.
한국전쟁당시, 중공군들은 장비와 머릿수에서 우세한 UN군을 상대로 가장 약한 한국군을 격파해 적의 측면을 노출시키고, 측면에 부대를 투입해 매복시킨후, 전선의 중공군들이 총공세를 펼쳐 UN군의 군대가 재편성과 정비를 위해 후퇴할 때 매복된 부대를 이용해 UN군의 연대급 부대들을 수없이 와해시켰다.

## 같이 보기
- 측면 기동
- 플라이페이퍼 이론 (군사)
- 저격수
- 군사 전술 목록